# 360@
 (décembre 2017).
360@ est une série documentaire française présentée par Jean-Sébastien Desbordes et Vincent Nguyen, et diffusée du 17 octobre au 14 novembre 2015 sur France 5.

## Concept
Jean-Sébastien Desbordes et Vincent Nguyen voyagent à la recherche de sensations fortes, des lieux mythiques ou des images spectaculaires pour les filmer à 360 degrés. Grâce à ce dispositif numérique, inédit en Europe, les téléspectateurs peuvent visionner les séquences à 360 degrés via à un second écran, ordinateur, tablette et smartphone, pendant et après la diffusion.

## Épisodes
| Épisode | Pays             | Les séquences à 360 degrés | Date de diffusion |
| ------- | ---------------- | -------------------------- | ----------------- |
| 1       | Nouvelle-Zélande |                            | 17 octobre 2015   |
| 2       | Brésil           |                            | 24 octobre 2015   |
| 3       | Italie           |                            | 31 octobre 2015   |
| 4       | États-Unis       |                            | 7 novembre 2015   |
| 5       | Mexique          |                            | 23 novembre 2015  |